# Zar Fedor Iwanowitsch
Zar Fedor Iwanowitsch (russisch Царь Фёдор Иоаннович) ist eine historische Tragödie in fünf Akten von Alexei Tolstoi. Sie spielt zur Zeit der Herrschaft des russischen Zaren Fjodor I. Der Erstdruck erfolgte 1868, die erste offizielle Aufführung jedoch erst 1898. Das Stück ist der Mittelteil von Alexei Tolstois dramatischer Trilogie, die mit Der Tod Iwans des Schrecklichen 1866 begann und mit Zar Boris 1870 ihren Abschluss fand.

## Inhalt

### Erster Akt
Die Handlung setzt sieben Jahre nach dem Ende des ersten Teils der Trilogie ein. Der schwächliche Fedor ist seitdem Zar, verheiratet mit Irene (im Original Irina), der Schwester Boris Godunoffs. Dieser hat durch seine Nähe zum Zaren einen immensen Einfluss auf dessen Entscheidungen. Das ist vor allem der Familie Schuisky ein Dorn im Auge. In der ersten Szene, im Haus von Iwan Petrowitsch Schuisky, sind viele Familienmitglieder sowie hohe Geistliche und Bojaren versammelt. Denn einerseits steht ein Hochzeitsfest an, die Verheiratung seiner Nichte, der Fürstin Mstislawski, mit dem Fürsten Schachowskoy. Andererseits wird aber auch besprochen, dass die Zarin aus dem Weg geräumt werden soll, um den Einfluss Godunoffs auf den Zaren zu schwächen.
Gemeinsam verfassen sie einen Brief an Fedor, in dem die Kinderlosigkeit seiner Ehe als Argument angeführt wird, sich neu zu verheiraten. Irene soll stattdessen ins Kloster geschickt werden. Iwan Petrowitsch gibt sich noch etwas zögerlich, da ihm bewusst ist, dass er mit seiner Beteiligung eine Sünde begeht, aber ihm sei letztlich das Schicksal Russlands wichtiger als das Irenes. Außerdem gebe es kein anderes Mittel, um gegen den intriganten Godunoff vorzugehen, als selbst den geraden Weg zu verlassen.
Golowin insinuiert gegenüber Iwan Petrowitsch gar, dass es besser sei, Fedor gleich ganz abzusägen und stattdessen den in Uglitsch ausharrenden, im Kindesalter befindlichen Zarewitsch Dmitri zu inthronisieren, aber Iwan Petrowitsch verbittet sich solch einen Vorschlag.
Starkoff, Iwan Petrowitschs Haushofmeister, der Zeuge der Intrige geworden ist, hinterbringt den Plan sofort Godunoff. Dessen Berater Kleschnin und Turenin raten ihm, das Problem ein für alle Mal zu lösen. Doch Godunoff überrascht mit der Idee, sich lieber aussöhnen zu wollen, schließlich gehe es um das Wohl Russlands. Diese Empfindung wird gestärkt durch den Zaren Fedor selbst, der ankündigt, persönlich die Schuisky mit Godunoff auszusöhnen.

### Zweiter Akt
Fedor bittet die Geistlichen, beim Versöhnungsprozess behilflich zu sein. Godunoffs Vertrauter Kleschnin ist allerdings dagegen und hetzt gegen die Nagoy-Brüder (die Brüder der siebenten Gattin Iwans des Schrecklichen), die zusammen mit ihrem Neffen Dmitri in Uglitsch ausharren und angeblich nur darauf warten, diesen an Fedors statt zu inthronisieren.
Die Schuisky erscheinen und Iwan Petrowitsch erhebt schwere Vorwürfe gegen Godunoff: Er habe sich zum alleinigen Berater Fedors aufgeschwungen und steuere nun das Land nach seinem Gusto. Godunoff hält dagegen Iwan Petrowitsch vor, dass dieser sich nie habe beteiligen wollen, und dass er, Godunoff, nur im Sinne des nun endlich erfolgreich befriedeten Landes gehandelt habe, dessen äußeren Feinde keine Bedrohung mehr darstellten (die Litauer, die Schweden, die Tartaren) nach der instabilen Situation der Jahre davor. Der Zarin Irene schließlich gelingt es durch gutes Zureden, Iwan Petrowitsch von seiner Sturheit abzubringen. Und in der Tat schwören beide, Iwan Petrowitsch Schuisky und Boris Godunoff, auf das Kruzifix, dass sie nun in Eintracht dem Wohle des Landes dienen und nicht mehr gegeneinander arbeiten wollen.
Der Zar lässt eine Abordnung des Volkes zu sich, das draußen vor dem Palast auf den Ausgang der Gespräche wartet. Der verspielte und unkonzentrierte Fedor verliert sich jedoch in Geplänkel mit jungen Kaufmännern, bis Iwan Petrowitsch das Wort ergreift und der Abordnung bekannt gibt, dass sich die Schuisky-Fraktion mit Godunoff ausgesöhnt habe. Die Kaufleute (Kurjukoff, Krassilnikoff sowie Vater und Sohn Golub) sind darüber bestürzt und flehen ihren Beschützer Schuisky und den Zaren vergeblich an, die Aussöhnung zurückzunehmen und sie vor dem Einfluss Godunoffs zu beschützen. Godunoff flüstert Kleschnin derweil heimlich zu, sich die Namen der Kaufleute zu merken.

### Dritter Akt
Im Garten von Iwan Petrowitschs Haus treffen sich auf Vermittlung der Brautwerberin Wolochoff die Verlobten – Schachowskoy und die Fürstin Mstislawski – zu einem heimlichen Stelldichein. Es wird aber durch den herbeistürmenden Krassilnikoff gestört, der berichtet, dass alle Kaufleute, die sich vor dem Zaren gegen Godunoff ausgesprochen haben, von Häschern fortgebracht wurden. Iwan Petrowitsch kann das kaum glauben und ist erbost. Er möchte Godunoff vor den Augen des Zaren überführen. Doch nach seinem Abgehen schmieden die übrigen Fürsten der Schuisky-Familie einen anderen Plan: Sie wollen mit dem Vorhaben, Fedor neu zu verheiraten, in die Offensive gehen und schlagen als neue Zarin eine aus ihren Reihen vor, ausgerechnet die Schwester des Fürsten Mstislawski. Während sie noch einen Vorwand suchen, um deren Verlobten Schachowskoy loszuwerden, tritt dieser schon aus dem Gebüsch hervor und gibt bekannt, dass er dies nicht zulassen werde, da seine Verlobte ihm schon versprochen sei.
Derweil legt Godunoff dem Zaren Fedor einige Anträge vor, die dieser willenlos akzeptiert. Als Irene vorschlägt, Fedors Bruder Dmitri samt Mutter nach Moskau zurückzuholen, stimmt Fedor dem erfreut zu. Aber Godunoff meint, das sei keine gute Idee.
Da erscheint Iwan Petrowitsch Schuisky und berichtet dem Zaren von den Festnahmen der Kaufleute auf Godunoffs Geheiß, was einem Eidbruch gleichkomme. Godunoff jedoch erwidert, dass er die Kaufleute hat entfernen lassen, weil sie den besiegelten Eid durch Aufwiegelung gefährdet hätten. Als Fedor ihm das Wort verbietet, macht Godunoff Anstalten, sein Amt niederzulegen. Fedor will ihn wieder beschwichtigen, was wiederum Iwan Petrowitsch erbost, der den Zaren durch seine neuerlichen Zugeständnisse an Godunoff entehrt sieht und abgeht. In Panik, dass ihn alle verlassen werden, räumt Fedor nun Godunoff wieder alle Rechte ein, damit dieser bleibt.
Kleschnin trifft ein und überbringt den abgefangenen Brief Golowins, in dem davon die Rede ist, den Zaren zugunsten seines Bruders Dmitri abzusetzen. Fedor ist darüber nicht erfreut, versagt aber Godunoff, gegen die Schuisky vorzugehen, die er nicht als Verschwörer sieht. Da Godunoff hier nicht freie Hand bekommt, quittiert er seinen Dienst beim Zaren und geht. Fedor, der sich darüber im Klaren ist, dass er nicht genug Verstand und wegen seiner schwachen Gesundheit auch nicht mehr lange zu leben hat, versinkt in Verzweiflung.

### Vierter Akt
Das Blatt hat sich gegen die Schuisky und ihre Anhänger gewendet. Iwan Petrowitsch sieht ein, dass er zu lange gezögert hat, und ergreift Maßnahmen. Er gibt seinen Vettern und den verbündeten Kaufleuten Anweisungen, die zur Entmachtung und Festnahme Godunoffs und zur Ausrufung Dmitris als neuen Zaren inklusive Einzug in Moskau führen sollen. Außerdem soll eine Kriegsmacht zusammengestellt werden, die die Aktionen unterstützt und absichert. Diese Planungen werden von Starkoff mitgehört, der diese wieder sofort an Godunoff durchsticht.
Indessen sieht Godunoff seine Macht schwinden und erinnert sich an die Prophezeiung (im ersten Teil der Trilogie), dass jener, der ihn an allem hindere, sich in Uglitsch befinde. Er lässt Kleschnin die moralisch skrupellose Wolochoff dorthin schicken, damit sie die aktuelle Wartfrau ersetze. Verklausuliert teilt Kleschnin ihr mit, was sie zu tun habe: Sie soll den Zarewitsch, der Godunoffs Herrschaft bedroht, irgendwie unauffällig beseitigen.
Kleschnin wird beim Zaren vorstellig, er berichtet ihm vom konkreten Plan der Schuisky, ihn abzusetzen und durch Dmitri zu ersetzen. Er verlangt die Verhaftung der Schuisky. Als überraschend Iwan Petrowitsch auftaucht, stellt ihn der Zar zur Rede, und Schuisky gibt den Plan zu. Allerdings beschwichtigt der harmoniesüchtige Fedor wieder und erklärt, dass er ja selber wolle, dass Dmitri ihn einst ersetze, nur solle er dann schon erwachsener sein, damit die Macht nicht wieder in die Hände von Beratern falle. Obwohl der Zar ihm vergibt, schwört Iwan Petrowitsch ihm ab und geht.
Schachowskoy trifft ein und berichtet, dass die Schuisky planen, die Ehe des Zaren mit Irene scheiden zu lassen, um Schachowskoys Verlobte als neue Zarin durchzusetzen. Das bringt den Zaren nun endgültig dazu, den Haftbefehl zu besiegeln und die Schuisky festnehmen zu lassen. Dies lag eigentlich gar nicht in der Absicht Schachowskoys, der nur seine Verlobte zugesprochen haben wollte.
Am Ufer der Jausa versammelt sich einiges Volk, als sich die Nachricht verbreitet, dass die Tartaren im Anmarsch seien. Alle rufen nach ihrem großen Feldherrn Iwan Petrowitsch Schuisky, dem Helden der Belagerung von Pskow. Doch sie müssen erfahren, dass er auf Geheiß Godunoffs auf dem Weg in den Kerker ist. Tatsächlich wird er in Ketten mitsamt seinen Vettern vorbeigeführt. Das Volk ist erfreut ihn zu sehen, dankt ihm für seine Dienste und will ihn in Freiheit sehen. Doch Iwan Petrowitsch hält eine kurze Rede, in der er ihnen erklärt, dass er nun zu Recht für seine Sünden büße und dass sie dem Zaren weiter treu sein sollen.

### Fünfter Akt
Wassili Schuisky ist der einzige seiner Familie, der nicht festgenommen wurde. Er hält am aktuellen Zaren fest, auf den er einen Eid geschworen hat. Godunoff lässt ihn wissen, dass er sich nun durch Taten beweisen müsse.
Die Zarin, Godunoffs Schwester, redet ihrem Bruder ins Gewissen und bittet ihn, Iwan Petrowitsch ob seiner ganzen Verdienste zu verschonen, aber Godunoff verweigert dies. Kurz darauf führt sie die Fürstin Mstislawski zu Fedor, auf dass sie um das Leben Iwan Petrowitschs, ihres Onkels, bitte. Und Fedor ist gerührt und befiehlt die Freilassung. Allerdings berichtet Turenin, dass sich ihr Onkel in der Nacht erdrosselt habe. Fedor ist außer sich und glaubt dies nicht, er beschuldigt Turenin des Mordes. Als dieser auch noch erzählt, dass Schachowskoy bei dem Versuch, die Schuisky zu befreien, erschossen wurde, sinkt die Fürstin Mstislawski, die also gleichzeitig vom Tod ihres Onkels und ihres Verlobten erfahren muss, in Ohnmacht.
Zudem trifft auch noch ein Eilbote aus Uglitsch ein, der die Meldung bringt, dass der Zarewitsch Dmitri auf ein Messer gefallen und zu Tode gekommen sei. Godunoff will u. a. Wassili Schuisky zur Untersuchung des Vorfalles dort hinschicken, und als Fedor hört, dass Godunoff diese Aufgabe einem Schuisky anvertraut, entschuldigt er sich bei Godunoff und überträgt ihm alle Befugnisse.
Da die Tartaren anrücken, wird das Heer losgeschickt, Godunoff überlässt dessen Führung dem Fürsten Mstislawski.
Der Schlussmonolog gehört Fedor, der darüber wehklagt, der Letzte seines Geschlechts zu sein.

## Volltext
- das Drama im russischen Original auf Wikisource

## Deutsche Übersetzungen
- Zar Fedor Iwanowitsch, Dt. von Caroline von Pawloff, Dresden 1869 (diese Übersetzung in der Google-Buchsuche)